# Колычёв, Степан Алексеевич
Степан Алексеевич Колычёв (15 (26) июля 1746 — 14 (26) мая 1805) —  русский дипломат при Павле I, действительный тайный советник, в начале правления Александра I — вице-канцлер.

## Биография
Один из последних представителей рода Колычёвых, некогда боярского. Родился в 15 (26) июля 1746 года в семье секунд-майора Алексея Степановича Колычёва (1717—1752). Приходился троюродным братом Надежде Осиповне Пушкиной, матери поэта. Его дед, герольдмейстер и президент Юстиц-коллегии Степан Андреевич Колычёв, был сподвижником Петра I.
Был принят на службу в Измайловский полк в чине капрала в четырнадцатилетнем возрасте; унтер-офицер в 1765 году, а затем вахмистр конной лейб-гвардии; в 1769 году — поручик армии.
В 1770 году граф Панин, приятель Алексея Колычёва, пригласил его сына на дипломатическую службу и направил посланником в Гаагу. Предполагалось, что дипломатическую службу юноша будет сочетать с учёбой и 15 месяцев Степан Колычёв посещал лекции в Лейденском университете, а затем через Париж и Лондон вернулся в Россию.
Из России его снова направили в Париж, советником посольства, а через пять лет перевели в Неаполь. Поскольку русская миссия в Неаполе так и не открылась, Колычёв не выполнял никакой дипломатической работы в течение года, вместо этого путешествуя по Италии, а в 1782 году, после возвращения в Санкт-Петербург был произведён в камер-юнкеры. Год спустя его снова отправили в Гаагу, теперь уже в ранге чрезвычайного и полномочного министра. По ходу службы в Гааге Колычёв представлял российскую императрицу в примирении между Генеральными штатами и императором Иосифом II в вопросе о судоходстве по реке Шельда. В 1789 году он был награждён орденом Св. Владимира 2-й степени и назначен камергером. В феврале 1793 года ему пришлось покинуть Гаагу, захваченную французской армией.
По возвращении в Россию Колычёв на почве «своего необыкновенного таланта к скрипке» близко сошёлся с фаворитом императрицы Платоном Зубовым. В 1794 году направлен послом в Берлин, где представлял Россию в переговорах о третьем разделе Польши и о планируемом военном союзе против Франции. В июле 1797 года снова назначен полномочным министром и чрезвычайным посланником при Голландской республике.
В 1799 году произошло ухудшение отношений между Россией и Австрией, и посол России в Вене, граф Разумовский, был вынужден оставить австрийскую столицу. На его место был направлен Колычёв, уже в чине тайного советника, чтобы представлять Павла I в качестве гроссмейстера Мальтийского ордена. Венский двор, не признавая притязаний православного государя на членство в римско-католическом ордене, долго не хотел принимать от Колычёва верительных грамот в качестве орденского представителя. Положение его в Вене было весьма затруднительно.
На следующий год Колычёв вернулся в Петербург. В конце 1800 года император Павел I, весьма ему благоволивший, отправил Степана Алексеевича в качестве специального посланника в Париж, к первому консулу Бонапарту, предложившему России союз против австрийцев. В декабре 1800 года Колычёв, уже действительный тайный советник, получил инструкции, в соответствии с которыми Россия отказывалась от любых действий в поддержку Австрии и признавала границы Франции по Рейну. Франции, кроме того, предлагался обоюдовыгодный торговый договор, а в секретном приложении Колычёву предписывалось рекомендовать Бонапарту принять наследственный королевский титул.
В феврале 1801 года Колычёв прибыл в Париж и начал переговоры, но они оказались настолько трудными, что уже в марте он подал прошение об отозвании, заявляя, что в Париже требуется человек «более независимый, скромный, прозорливый, твёрдый и, может быть, спесивый». Прошение не было удовлетворено. Вступивший на престол новый император, Александр I, присвоил Колычёву ранг вице-канцлера и в апреле дал разрешение на подписание трактата с Францией от его имени. Тем не менее Колычёв продолжал просить об отозвании, в том числе и по семейным обстоятельствам, в связи с болезнью оставшейся в Санкт-Петербурге жены, и в июне в Париж был назначен новый посланник (А. И. Морков), а Колычёв покинул Францию в сентябре того же года.

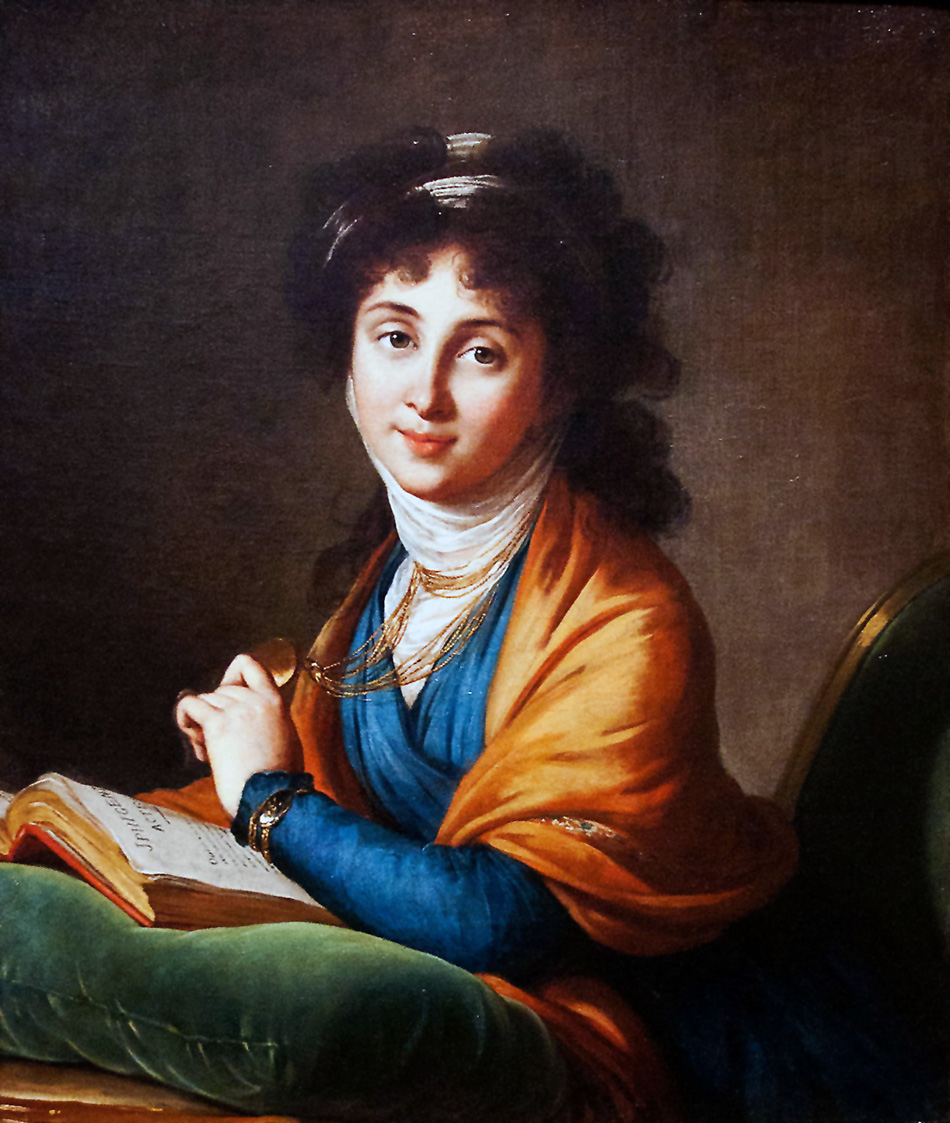
Наталья Захаровна, жена

После возвращения из Парижа до конца жизни Колычёв не участвовал в активной политической деятельности. План направить его послом в Лондон не был осуществлён. Человек желчный и подозрительный, он почти во всех иностранцах видел недоброжелателей России и с трудом везде уживался, чем создал себе репутацию brouillon'а. О его наружности сохранился отзыв одного иностранного дипломата: «Это человек небольшого роста, живая и приятная фигура, с отпечатком ума и доброты».
Умер 14 (26) мая 1805 года «по-полудни 11-го часу». Похоронен на Лазаревском кладбище Александро-Невской лавры. Памятник на могиле был поставлен двоюродным братом С. С. Колычёвым вместе с племянниками.

## Семья
С 6 февраля 1799 года был женат на Наталье Захаровне Хитрово (1774—1803), родной сестре Н. З. Хитрово (1779—1827), в честь которого получил название Хитров рынок; фрейлине императрицы Марии Фёдоровны. Несмотря на большую разницу в возрасте с мужем и частые разлуки с ним, брак был счастливым. Колычёв страстно любил свою молодую жену и её смерть через четыре года после свадьбы сильно омрачила последние годы жизни Степана Алексеевича. Он пережил супругу на полтора года и был похоронен рядом с ней на Лазаревском кладбище Александро-Невской лавры. Детей у них не было.